# Parque Reducto n.º 2
El Parque Reducto n.º 02 es un parque ubicado en el distrito de Miraflores, en la ciudad de Lima, capital del Perú. Se encuentra en la intersección de las avenidas Benavides y Luis Bedoya Reyes. En 1944, el Reducto n.º 2 fue declarado Monumento Nacional, y es desde 1965 Santuario Patriótico de Lima.

## Descripción
Este parque se ubica en el mismo lugar donde se encontraba el segundo de los diez reductos que defendieron la ciudad de Lima ante la invasión chilena durante la Guerra del Pacífico y que participaron en la Batalla de Miraflores, el 15 de enero de 1881. Es considerado un Santuario Histórico por la Municipalidad de Miraflores y fue declarado como Monumento Nacional.
Actualmente cuenta con el Museo de Sitio Andrés A. Cáceres donde se ubicaba la estación de trenes de Miraflores, así como una locomotora que antiguamente realizaba el recorrido férreo entre Lima y Chorrillos. En este parque, la Municipalidad Distrital de Miraflores realiza el izamiento dominical de la Bandera del Perú así como ceremonias de matrimonio civil.

## Galería

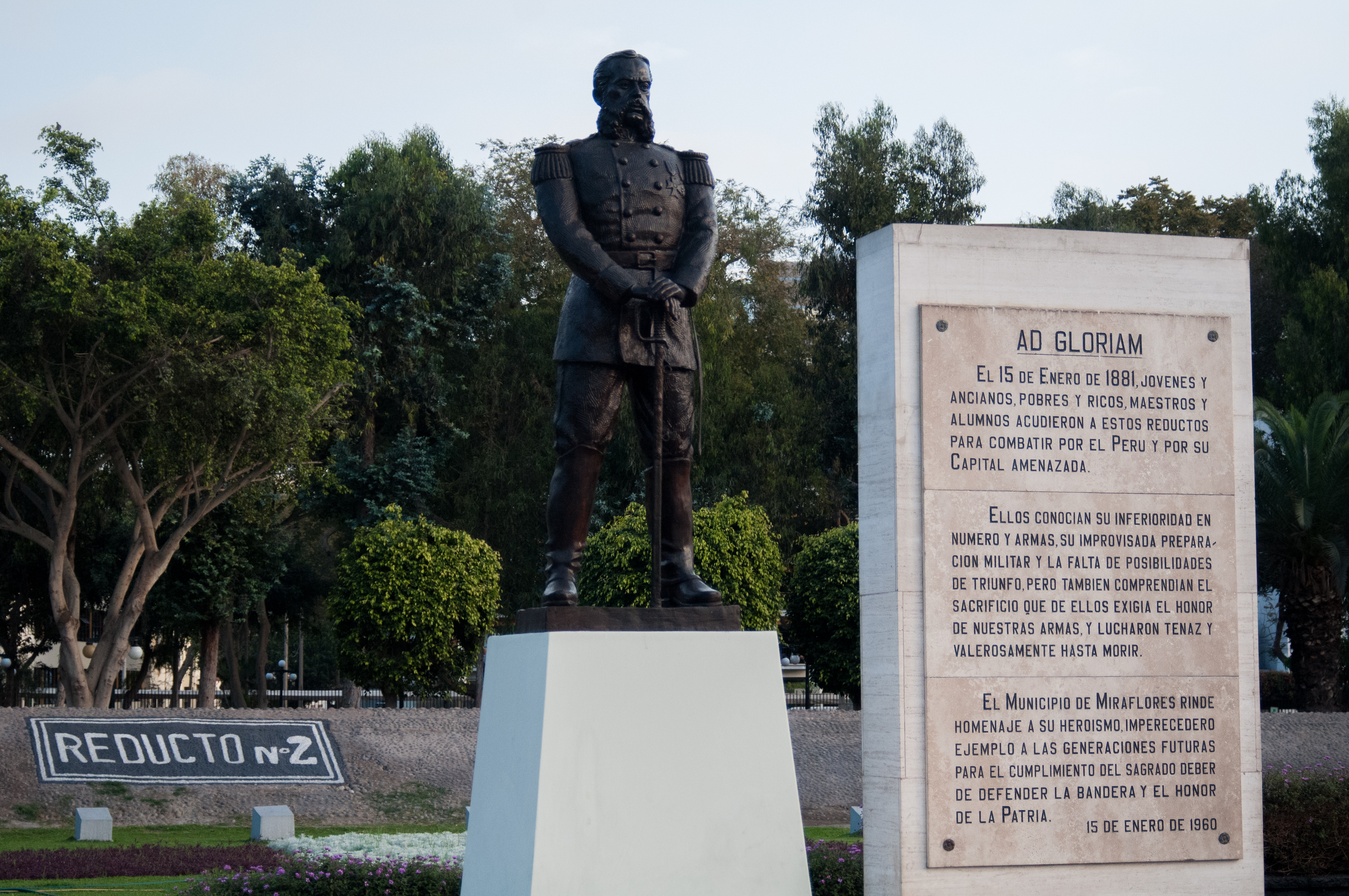
Estatua de Andrés Avelino Cáceres
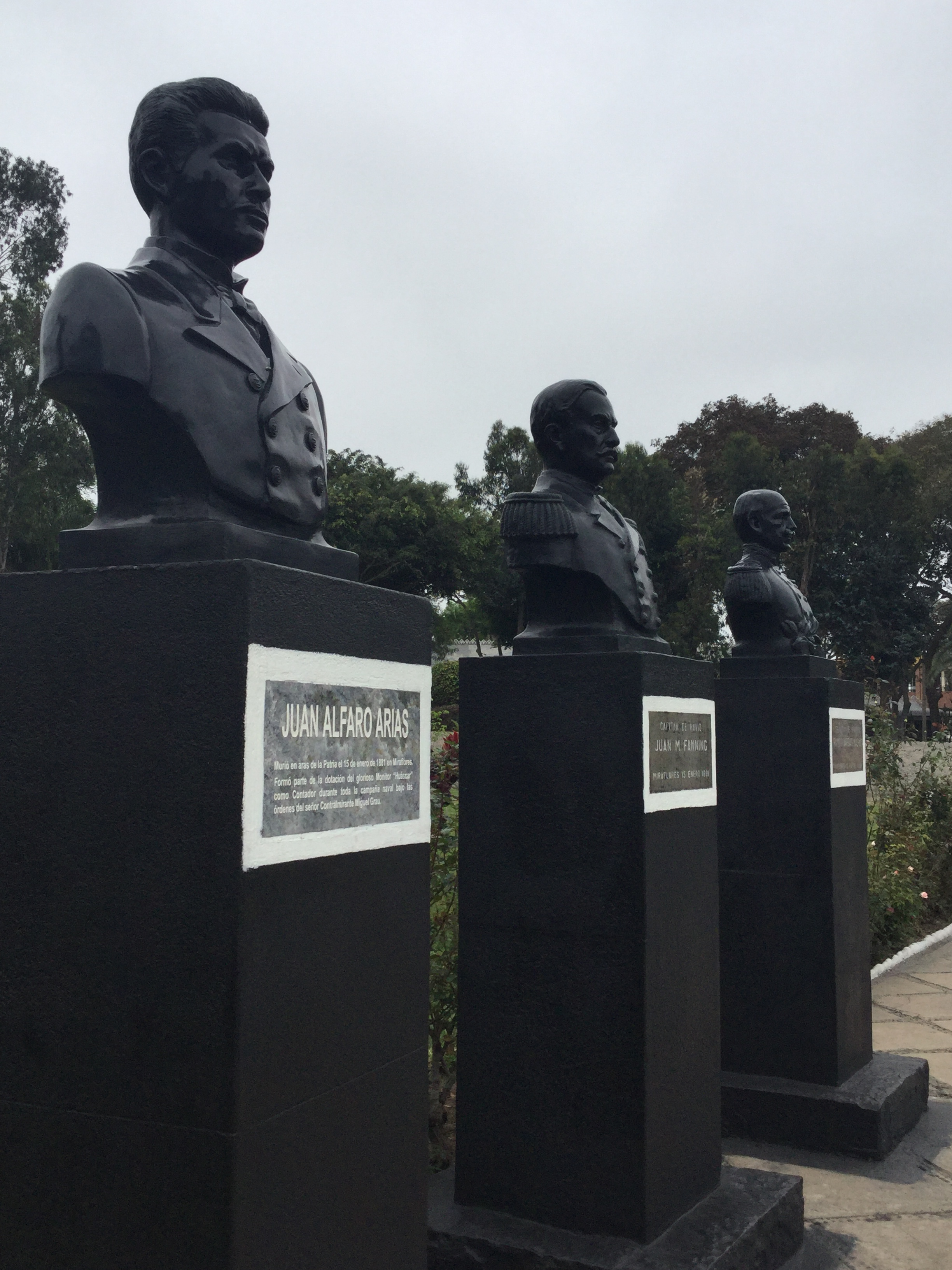
Bustos de héroes de la batalla de Miraflores
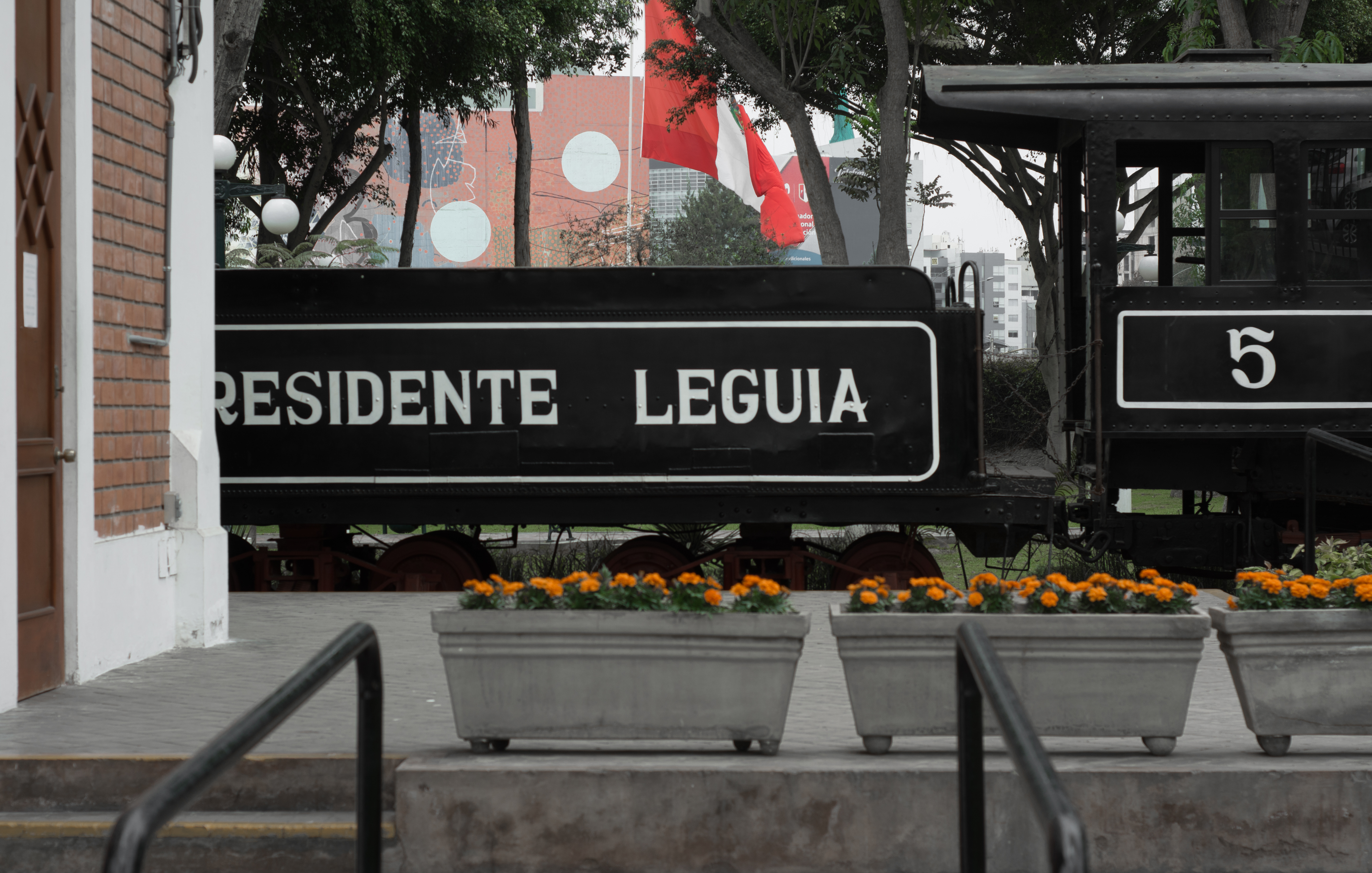
Locomotora
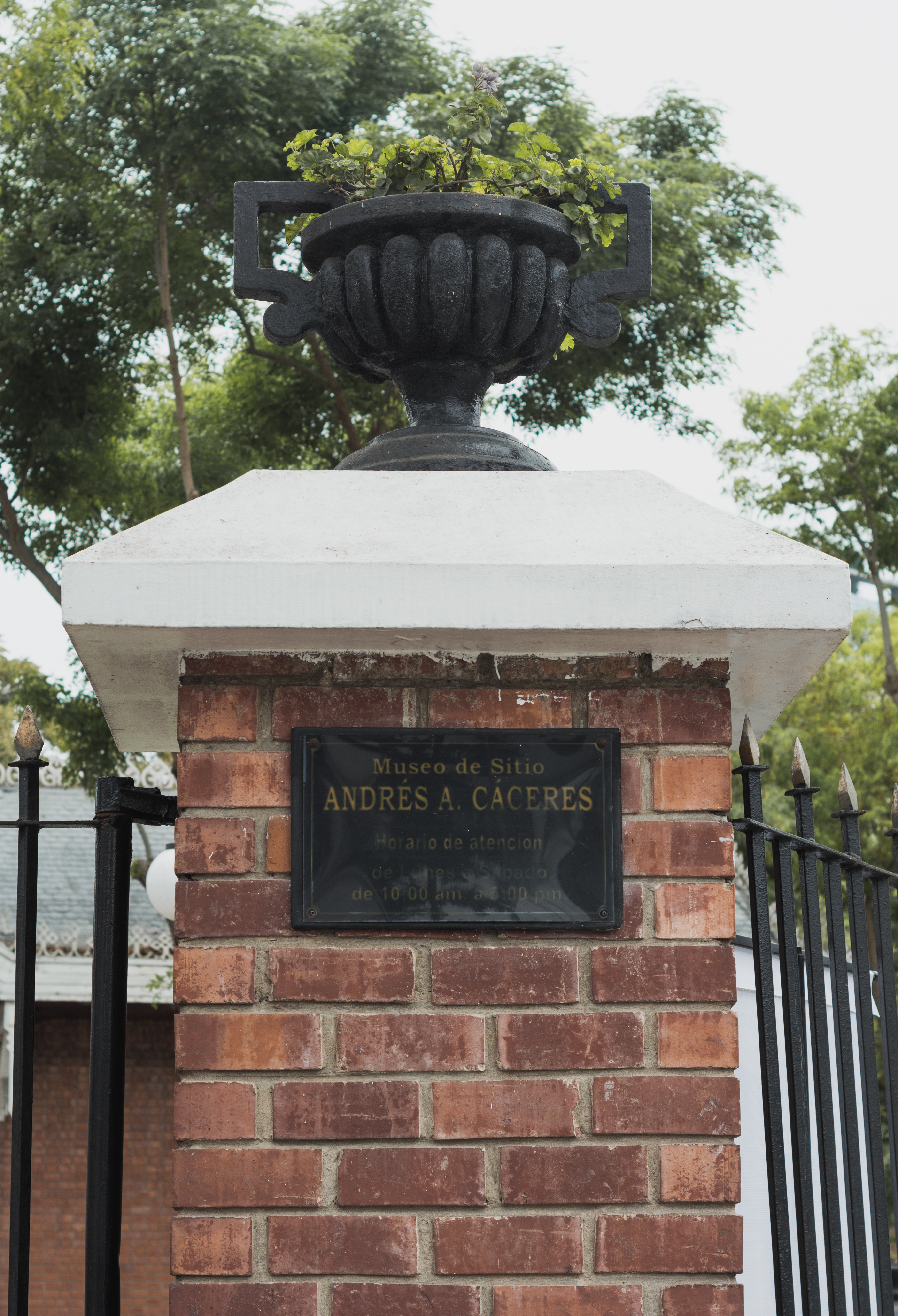
Entrada al Museo de Sitio Andrés A. Cáceres
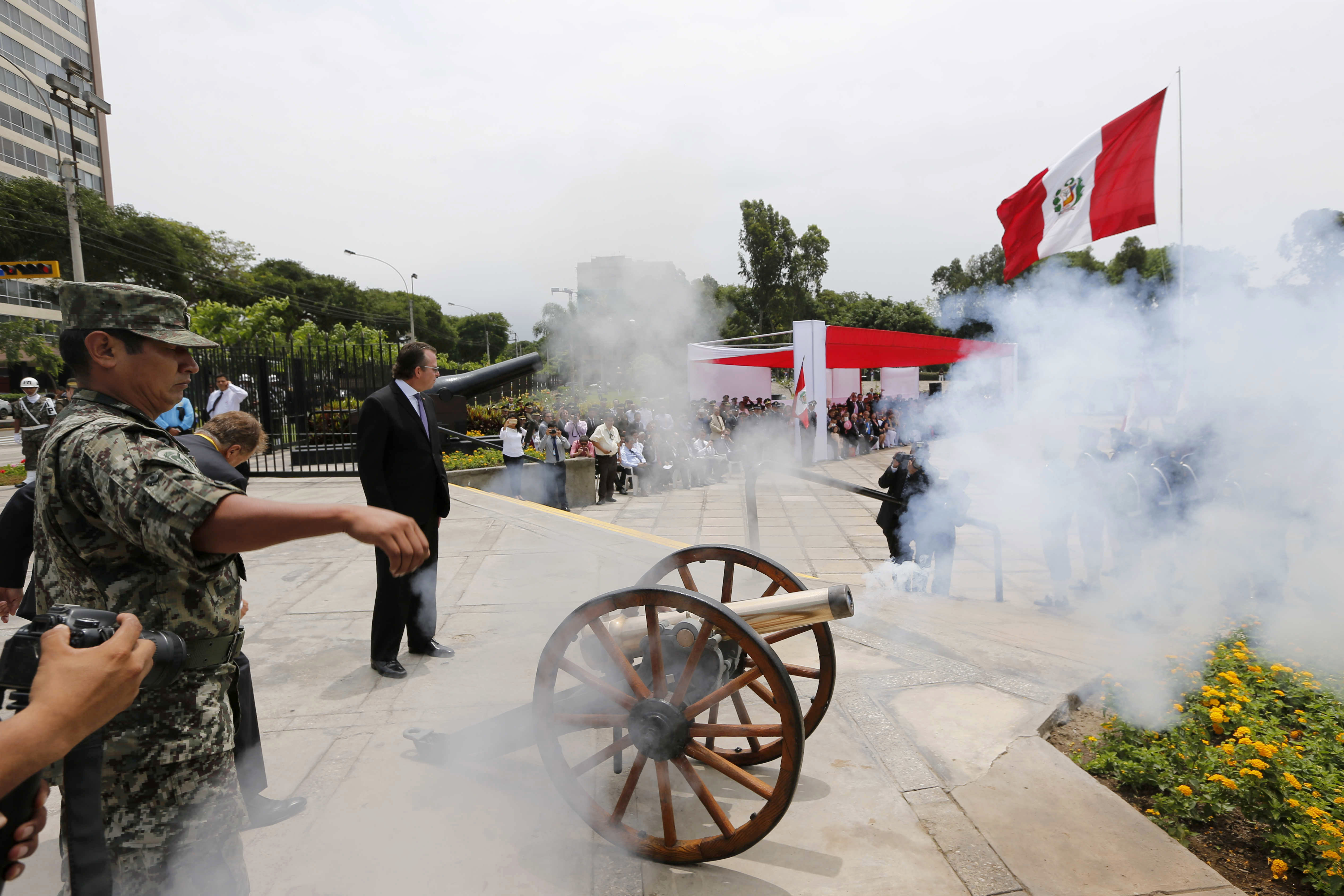
Acto conmemorativo por el 135 aniversario de la Batalla de Miraflores (2016)